# Одржива гастрономија
Одржива гастрономија  (енг Sustainable Gastronomy) која се понекад назива и кулинарска уметност,  је  вештина, која  у ширем смислу обухвата гурманлук, сладокуство, а у најширем смислу везу између културе и хране. Такође она се може односити и на стил кувања у одређеном региону. Другим речима, гастрономија се често односи на локалну храну и кухињу. 
Одрживост у гастрономији је идеја да се нешто (нпр  у пољопривреди, риболову или чак припрема хране) ради на начин који не троши наше природне ресурсе и да се може наставити у будућности без штете по нашу животну средину или здравље. Одржива гастрономија, дакле, значи кухињу која води рачуна о томе одакле су састојци, како се храна узгаја и како долази до наших тржишта и на крају до наших тањира.
Настала је као циљ Уједињених нација (УН), да се кроз улагања у комбиноване и  доследне напоре  унапреди здравља и безбедност хране кроз праксу одрживости.
Имајући у виду да је пут ка изградњи одрживих система хране са много препрека, а у циљу упознавања и превазилажења тих препрека Генерална скупштина Уједињених нација је 2016. године одредила 18. јун као Дан одрживе гастрономије (енг Sustainable Gastronomy Day 18 June), како би се кроз прославу указало на значај разноврсности исхране и одрживе гастрономије   широм света.

## Одрживост хране
Уједињене нације дефинишу одрживост хране као...идеју да се нешто (нпр  пољопривреда, риболов али и припрема хране) ради на начин који не троши наше природне ресурсе и да се може наставити у будућности без штете по нашу животну средину или здравље.
Одрживост исхране зависи од одрживих прехрамбених система. Они су засновани на подсистемима, укључујући:
- пољопривреду,

- управљање отпадом

- Одрживи друштвени системисистеме снабдевања, који су у интеракцији са трговинским, енергетским и здравственим системима.

Организација УН за храну и пољопривреду (ФОА) наводи да одрживи систем исхране (ОСИ) треба да обезбеде исхрану и сигурност хране за све на начин који је економски одржив и друштвено користан.
У исто време, ОСИ мора континуирано да врши неутралан или позитиван утицај на животну средину.
Заузврат, ОСИ се ослањају на одрживу пољопривреду, као поуздани извор хране, која се ослања на приступ плодном земљишту са здравим земљиштем, стабилном климом, чистом водом и енергијом.
Међутим, постизање одрживости хране за планету није само на пољопривредној индустрији или глобалним силама. Индивидуални избори такође играју важну улогу у добробити прехрамбених система.

## Значај одрживости хране
За само 200 последњих година, светска популација је порасла са 900 милиона на скоро 8.000 милиона људи. До 2100. године, према УН-у, процењује се да ће на нашој Земљи живети 10.000 до 11.000 милиона људи. Зато не чуди податак који је објавио Светски програм за храну у свом извештаји да је више од 1 од 9 људи широм света (око 821 милиона људи) гладно сваки дан.
ФАО процењује да се 1/3 све произведене хране у свету губи или баца, што износи 1,3 милијарде тона годишње. А храна није једина ствар која се губи када остане непоједена: сви ресурси (као што су семе, вода, храна, итд.), новац и рад који су уложени у њено прављење такође су изгубљени.  
Глад и неухрањеност су толико распрострањен проблем да су УН нагласиле да је „потребна дубока промена глобалног система исхране и пољопривреде“ да би се решио овај проблем. Овај пром би требало да укључи тежњу ка одрживој производњи хране.

Кристини Киркпатрик,  овако тумачи значај  одрживости хране како за појединце тако и глобалну заједницу:
„Одрживост хране је питање и за садашње и за будуће генерације широм света. То је прозор у то да ли ће друштво обезбедити себе сада, али и своју будућност. Узимајући само оно што Земља може да обезбеди и не петљајући се са њеним границама је разлог зашто је одрживост хране важна на било ком нивоу. Постизање овога циља осигурава да ће Земља обезбедити храну сада и касније за све будуће генерације. Осим тога, одржива гастрономија је здравија за људе и Земљу."
Глобални систем исхране обухвата све економске секторе. Разумевање његових компоненти је од суштинског значаја за развој и спровођење ефикасних мера за његово јачање.

### Земљиште
Површина пољопривредног земљишта заузима 38% површине Земље, а растућа глобална популација оптерећује овај ограничени земаљски ресурс.
Конвенционалне пољопривредне праксе довеле су до губитка угљеника и биомасе и деградације земљишта.
ФАО наводи потребу за стратегијама за „максимизирање продуктивности усева уз минимизирање потенцијалног утицаја на животну средину због прекомерног губитка станишта и прекомерне употребе природних ресурса као што су земљиште и вода“.

### Употреба енергије
У Едгар-ХРАНА база података о штетној емисији  у свакој фази ланца исхране за сваку земљу која је трајала 1990-2015. годину указује се на то да,
„у складу са текућим трендовима друштвено-економског развоја, емисије хране се све више одређују употребом енергије, индустријским активностима и управљањем отпадом“
Европска комисија позива на циљану енергетску ефикасност и политику декарбонизације како би се смањила ова емисије.

### Глобално загревање
Истраживања сугеришу да је пољопривреда водећи покретач глобалних промена животне средине, и такође, заузврат, дубоко погођена климатским променама.

Глобално загревање је највећа претња одрживости хране.
 „Тренутно постоји више претњи одрживости хране, али највећа претња је глобално загревање. Да би се задовољиле потребе све веће популације, технике производње хране су се промениле на начин који је  токсичан за нашу животну средину, здравље и будуће генерације“. „Повећане потражње за храном омогућавају индустријским пољопривредним корпорацијама да буду на челу пољопривреде за друштво. Употреба штетних и токсичних пестицида, хемикалија, машина и генетски модификованих организама могла би да отвори врата променама животне средине, које заузврат могу оставити будуће генерације неспособним да задовоље потребе својих захтева“.
Према Агенцији за заштиту животне средине (ЕПА), пољопривреда, шумарство и друга употреба земљишта допринели су око 24% глобалних емисија гасова стаклене баште у 2010.
Подаци компаније ЕДГАР-ФООД, објављени у Натуре ФоодПоуздани извор ове године, процењује се да су системи за исхрану изазвали 34% емисија гасова стаклене баште које су изазвали људи у 2015.
Отприлике 71% ових емисија хране је произашло из пољопривреде и „повезаног коришћења земљишта“. Остатак је дошао од фактора који укључују индустријске процесе, паковање, транспорт, малопродају, производњу горива, управљање отпадом и потрошњу.
Патрик Холден, извршни директор Фонда за одрживу храну у Бристолу, Енглеска, рационализовао је да ако се животиње узгајају у оквиру регенеративног система узгоја, то би могло надокнадити утицај других пракси узгоја животиња на фарми.
„Ако имате приговоре на животну средину да једете јагњетину или говедину, јер мислите да је то одговорно за климатске промене, грешите, јер ако је та животиња храњена травом део регенеративног пољопривредног система, угљеник у тлу добија од система испаше на травњацима  надокнађује метан“.
Постојала је студија коју је ФАО објавио 2008. године, под називом Стоцк'с Лонг Схадов , која је сугерисала да је стока — посебно стока преживара —  одговорна за много емисија метана. На основу ове студије испоставило се да је процена, коју су сви академици заснивали на својим пројекцијама била погрешна, јер није урачунала да се метан, када оде у атмосферу, распада  око 12 година. 
Међутим, иако је тачно да је постојаност метана у атмосфери краћег века него код других гасова стаклене баште, истраживачи животне средине су истакли да је метан значајно потентнији и поузданији извор. Утицај само једне тоне метана током 100 година је отприлике исти као и 28 тона угљен-диоксида.

### Скривени трошкови
Прехрамбени производи узгајани у складу са природом обично коштају знатно више од стандардне цене на полицама намирница.
Због тога се многи људи устручавају од идеје да пређу на здравију храну која је погоднија за Земљу.
Ипак, Холден тврди да „јефтина“ храна носи цену већу од онога што можемо да схватимо. Његово истраживање истражује скривене трошкове конвенционалне производње, дистрибуције и потрошње хране помоћу Труе Цост Аццоунтинг . Овај метод узима у обзир:
- кумулативна штета комерцијалне пољопривреде по климу, земљиште, биодиверзитет и јавно здравље
- трошкови уклањања пестицида из воде за пиће
- порези који финансирају незаконито присвојене пољопривредне субвенције
- трошкови чишћења животне средине
- диет-повезане болести и касније повећана приватно здравствено осигурање стопе

Холден упозорава да се ови трошкови често преносе „на будуће генерације или друге земље“, као што су климатске промене, изумирање врста и десетковање прашума.
Његова организација процењује да за сваку британску фунту потрошену на храну потрошачи несвесно плаћају додатни скривени трошак од 1 фунте.

### Губици хране и отпад од хране
Отприлике једна трећина произведене хране губи се дуж ланца исхране.
Губици хране могу настати пре, током и после жетве. Неки узроци за ово укључују људску непажњу, занемаривање, неадекватност процеса и неправилно паковање.
Расипање хране из домаћинства је такође проблем, а нека истраживања показују да - у Сједињеним Државама, на пример - просечно домаћинство баци 31,9% хране коју су купили чланови домаћинства.

### Недостатак образовања
Холден је тврдио да деца расту са мало или нимало знања о пољопривреди, а камоли о техникама одрживе пољопривреде:
„Не помажемо нашој деци да схвате свет у коме се налазе, и они ће морати да се носе са тим, да га учине бољим местом. Образовни систем је суштински погрешан  
Истраживачи се слажу да је важно поучавати о здравој исхрани и одрживости хране још од основне школе .Неке студијеПоуздани извор чак су указале на везу између интересовања младих људи за праксу производње хране и њиховог придржавања здравих образаца исхране.